# Eyder Batista
Eyder Batista (ur. 18 lutego 1981 w Holguín) – kubański wioślarz, reprezentant Kuby w wioślarskiej dwójce podwójnej wagi lekkiej podczas Letnich Igrzysk Olimpijskich w Pekinie.

## Osiągnięcia
- Mistrzostwa Świata – Monachium 2007 – dwójka podwójna wagi lekkiej – 13. miejsce[1].
- Igrzyska Olimpijskie – Pekin 2008 – dwójka podwójna wagi lekkiej – 6. miejsce[1].